# Municipio de Selby
El municipio de Selby (en inglés: Selby Township) es un municipio ubicado en el condado de Bureau en el estado estadounidense de Illinois. En el año 2010 tenía una población de 2536 habitantes y una densidad poblacional de 27,09 personas por km².

## Geografía
El municipio de Selby se encuentra ubicado en las coordenadas 41°22′12″N 89°20′19″O / 41.37000, -89.33861. Según la Oficina del Censo de los Estados Unidos, el municipio tiene una superficie total de 93.63 km², de la cual 93,08 km² corresponden a tierra firme y (0,58 %) 0,54 km² es agua.

## Demografía
Según el censo de 2010, había 2536 personas residiendo en el municipio de Selby. La densidad de población era de 27,09 hab./km². De los 2536 habitantes, el municipio de Selby estaba compuesto por el 74,33 % blancos, el 0,91 % eran afroamericanos, el 0,79 % eran amerindios, el 1,34 % eran asiáticos, el 20,86 % eran de otras razas y el 1,77 % eran de una mezcla de razas. Del total de la población el 44,68 % eran hispanos o latinos de cualquier raza.